# Liste der Bodendenkmale in Emstek
In der Liste der Bodendenkmale in Emstek sind die Bodendenkmale der niedersächsischen Gemeinde Emstek aufgeführt. Die Quelle ist der Denkmalatlas Niedersachsen.
- Bitte beachten Sie, dass diese Liste keinen Anspruch auf Vollständigkeit erhebt.
- Die Angaben ersetzen nicht die rechtsverbindliche Auskunft der zuständigen Denkmalschutzbehörde.
- Es sind nur Daten aus dem Denkmalatlas verarbeitet.
- Der Stand der Liste ist der 17. April 2025.

Emstek im Landkreis Cloppenburg

## Allgemein
In den Spalten finden sich folgende Informationen des Bodendenkmales:
| Lage         | geographische Koordinaten                                                           |
| Bezeichnung  | Bezeichnung lt. Denkmalatlas                                                        |
| Beschreibung | Beschreibung lt. Denkmalatlas                                                       |
| ID           | Objekt-ID                                                                           |
| Bild         | Bild, ggf. zusätzlich mit Link zu weiteren Fotos im Medienarchiv Wikimedia Commons. |

## Emstek
| Lage                        | Bezeichnung              | Beschreibung | ID       | Bild |
| --------------------------- | ------------------------ | --- | -------- | ---- |
| 52° 53′ 46″ N, 8° 10′ 24″ O | Emstek 1, Burg Lethe     | Die Burg Lethe ist heute als unbebaute, leicht erhöhte Fläche zu erkennen, die von einem breiten Wassergraben umgeben ist. Diese Burginsel ist erst durch den Aufstau der Lethe zu einem Mühlenteich entstanden, der vor allem im Norden und Westen noch erkennbar ist. Soweit bei den Ausgrabungen erkennbar, bestand die erste Phase lediglich aus einem Hauptgebäude im Südwesten und einem rechteckigen Turm. Dieser stand als Flankierungsturm im Nordwesteck der Anlage. Der Zugang erfolgte über eine Brücke im Osten. | 28945404 | BW   |
| 52° 52′ 37″ N, 8° 12′ 20″ O | Emstek 4, Garther Burg   | Niederungsburg mit ehemals dreifachem Wallgrabensystem. Die gesamte NO-Hälfte wurde beim Bau der Autobahn A 29 1980–83 zerstört und überbaut. Im SW-Bereich sind auf einer Fläche von ca. 160 × 80 m Wälle und Gräben gut erhalten. Wallhöhe bis 1,0 m, Grabentiefe. bis 1,5 m. | 28945405 | BW   |
| 52° 53′ 5″ N, 8° 8′ 12″ O   | Emstek 17, Großsteingrab | Hügel ca. 40 × 15 m, SW - NO - orientiert. H. bis 0,7 m, darin längliche Einsenkung mit kleinen Steinen. Kammerrest im Hügel. Am Südostende ein größerer Findling, der eventuell zum Grab gehören könnte. Ansonsten lediglich kleinere Steine in der Einsenkung. In der Einsenkung seit längerem ein im Boden verankerter Jagdunterstand aus Holz. | 28943020 | BW   |
| 52° 54′ 2″ N, 8° 8′ 24″ O   | Emstek 22, Grabhügel     | Durchmesser ca. 15 m und Höhe ca. 1,5 m. Annähernd rund mit Einkuhlungen, besonders im südöstlichen Randbereich. | 28943675 | BW   |
| 52° 53′ 34″ N, 8° 7′ 59″ O  | Emstek 23, Grabhügel     | Durchmesser ca. 12 m und Höhe ca. 1 m. Annähernd rund, im Westen vom Forstweg angeschnitten. | 28943676 | BW   |
| 52° 53′ 34″ N, 8° 8′ 0″ O   | Emstek 24, Grabhügel     | Durchmesser ca. 18 m und Höhe ca. 1 m. Annähernd rund. | 28943678 | BW   |
| 52° 53′ 36″ N, 8° 8′ 5″ O   | Emstek 25, Grabhügel     | Durchmesser ca. 13 m und Höhe ca. 1 m. Rund. | 28943679 | BW   |
| 52° 53′ 33″ N, 8° 8′ 6″ O   | Emstek 26, Grabhügel     | Durchmesser ca. 16 m und Höhe ca. 0,8 m. Annähernd rund. | 28943680 | BW   |
| 52° 53′ 31″ N, 8° 8′ 8″ O   | Emstek 27, Grabhügel     | Durchmesser ca. 17 m und Höhe ca. 1,5 m. Annähernd rund. | 28943681 | BW   |
| 52° 53′ 25″ N, 8° 8′ 11″ O  | Emstek 28, Grabhügel     | Durchmesser ca. 19 m und Höhe ca. 1,3 m. Annähernd rund. Durch große Einkuhlungen und Tierbaue gestört. | 28943682 | BW   |
| 52° 53′ 18″ N, 8° 8′ 6″ O   | Emstek 29, Grabhügel     | Durchmesser ca. 12 m und Höhe ca. 0,8 m. Annähernd rund. | 28943683 | BW   |
| 52° 53′ 13″ N, 8° 8′ 22″ O  | Emstek 33, Grabhügel     | Durchmesser ca. 15 m und Höhe ca. 1 m. Rund. | 28943688 | BW   |
| 52° 53′ 8″ N, 8° 8′ 20″ O   | Emstek 34, Grabhügel     | Durchmesser ca. 16 m und Höhe ca. 0,7 m. Annähernd rund. Von altem Forstweg durchschnitten. | 28943689 | BW   |
| 52° 51′ 48″ N, 8° 11′ 12″ O | Emstek 180, Grabhügel    | Durchmesser ca. 21 m und Höhe ca. 1,5 m. Im Osten durch Neuanpflanzung angeschnitten. Durch Pflanzfurchen und Rodungswall gestört. | 28944159 | BW   |
| 52° 51′ 58″ N, 8° 12′ 29″ O | Emstek 185, Grabhügel    | Durchmesser ca. 11 m und Höhe ca. 0,3 m. | 28944052 | BW   |
| 52° 52′ 0″ N, 8° 12′ 13″ O  | Emstek 186, Grabhügel    | Durchmesser ca. 11 m und Höhe ca. 1 m. Im südlichen Viertel durch Acker abgetragen. Gestört durch Eingrabungen, nördlicher Rand von Parzellenwall überzogen. | 28944051 | BW   |
| 52° 50′ 19″ N, 8° 12′ 51″ O | Emstek 282, Grabhügel    | Durchmesser ca. 8 m und Höhe ca. 0,3 m. Im N vom Acker angeschnitten. Einkuhlungen. Tierbau. | 28926223 | BW   |
| 52° 50′ 19″ N, 8° 12′ 53″ O | Emstek 284, Grabhügel    | Durchmesser ca. 10 m und Höhe ca. 0,6 m. Annähernd rund. Im N von Acker angeschnitten, im O von Miete angegraben. | 28926227 | BW   |

### Emstek 61
- ID:28943941
- Gruppe von ehemals sieben Grabhügeln.

| Lage                        | Bezeichnung | Beschreibung                                                                                    | ID       | Bild |
| --------------------------- | ----------- | ----------------------------------------------------------------------------------------------- | -------- | ---- |
| 52° 49′ 21″ N, 8° 11′ 24″ O | Emstek 61   | Durchmesser ca. 8 m und Höhe ca. 0,6 m.                                                         | 28943942 | BW   |
| 52° 49′ 21″ N, 8° 11′ 25″ O | Emstek 62   | Durchmesser ca. 10 m und Höhe ca. 1,4 m. Miete im Zentrum.                                      | 28943943 | BW   |
| 52° 49′ 20″ N, 8° 11′ 25″ O | Emstek 65   | Durchmesser ca. 13 m und Höhe ca. 0,6 m. Nur noch das nordwestliche Viertel erhalten, unförmig. | 28944037 | BW   |
| 52° 49′ 20″ N, 8° 11′ 24″ O | Emstek 66   | Durchmesser ca. 4 m und Höhe ca. 0,3 m. Südrand durch Wegebau angeschnitten.                    | 28944038 | BW   |

### Emstek 74
- ID:28926097
- Gruppe von ehemals 24 Grabhügeln.

| Lage                        | Bezeichnung | Beschreibung                                                                           | ID       | Bild |
| --------------------------- | ----------- | -------------------------------------------------------------------------------------- | -------- | ---- |
| 52° 50′ 38″ N, 8° 11′ 5″ O  | Emstek 77   | Durchmesser ca. 16 m und Höhe ca. 1,8 m.                                               | 28925985 | BW   |
| 52° 50′ 37″ N, 8° 11′ 6″ O  | Emstek 78   | Durchmesser ca. 8 m und Höhe ca. 0,6 m.                                                | 28926077 | BW   |
| 52° 50′ 37″ N, 8° 11′ 5″ O  | Emstek 79   | Durchmesser ca. 16 m und Höhe ca. 1,1 m.                                               | 28926078 | BW   |
| 52° 50′ 39″ N, 8° 11′ 10″ O | Emstek 80   | Durchmesser ca. 12 m und Höhe ca. 0,6 m.                                               | 28926079 | BW   |
| 52° 50′ 39″ N, 8° 11′ 9″ O  | Emstek 81   | Durchmesser ca. 10 m und Höhe ca. 0,6 m.                                               | 28926080 | BW   |
| 52° 50′ 42″ N, 8° 11′ 4″ O  | Emstek 82   | Durchmesser ca. 13 m und Höhe ca. 1 m, mit Kuppenmulde.                                | 28926081 | BW   |
| 52° 50′ 41″ N, 8° 11′ 4″ O  | Emstek 83   | Durchmesser ca. 11 m und Höhe ca. 1,4 m.                                               | 28926082 | BW   |
| 52° 50′ 44″ N, 8° 11′ 0″ O  | Emstek 84   | Durchmesser ca. 8 m und Höhe ca. 0,4 m.                                                | 28926083 | BW   |
| 52° 50′ 44″ N, 8° 11′ 1″ O  | Emstek 85   | Durchmesser ca. 13 m und Höhe ca. 1,2 m. Rund, ebenmäßig gewölbt.                      | 28926084 | BW   |
| 52° 50′ 43″ N, 8° 11′ 2″ O  | Emstek 86   | Durchmesser ca. 12 m und Höhe ca. 1,1 m.                                               | 28926085 | BW   |
| 52° 50′ 44″ N, 8° 11′ 3″ O  | Emstek 87   | Durchmesser ca. 14 m und Höhe ca. 1,2 m.                                               | 28926086 | BW   |
| 52° 50′ 43″ N, 8° 11′ 3″ O  | Emstek 88   | Durchmesser ca. 6 m und Höhe ca. 0,3 m.                                                | 28926087 | BW   |
| 52° 50′ 44″ N, 8° 11′ 4″ O  | Emstek 89   | Durchmesser ca. 13 m und Höhe ca. 0,8 m, annähernd rund.                               | 28926088 | BW   |
| 52° 50′ 44″ N, 8° 11′ 3″ O  | Emstek 90   | Durchmesser ca. 11 m und Höhe ca. 0,9 m.                                               | 28926089 | BW   |
| 52° 50′ 45″ N, 8° 11′ 5″ O  | Emstek 91   | Durchmesser ca. 12 m und Höhe ca. 0,6 m.                                               | 28926090 | BW   |
| 52° 50′ 45″ N, 8° 11′ 5″ O  | Emstek 92   | Ehem. Durchmesser ca. 12 m und Höhe ca. 0,8 m, länglicher unförmiger Rest.             | 28926091 | BW   |
| 52° 50′ 46″ N, 8° 11′ 6″ O  | Emstek 93   | Größe ca. 8 × 5 m und Höhe ca. 1 m. Grabhügelrest.                                     | 28926092 | BW   |
| 52° 50′ 45″ N, 8° 11′ 7″ O  | Emstek 94   | Durchmesser ca. 7 m und Höhe ca. 0,5 m mit Kuppenmulde.                                | 28926093 | BW   |
| 52° 50′ 47″ N, 8° 11′ 4″ O  | Emstek 95   | Durchmesser ca. 8 m und Höhe ca. 0,4 m.                                                | 28926094 | BW   |
| 52° 50′ 46″ N, 8° 11′ 3″ O  | Emstek 96   | Durchmesser ca. 10 m und Höhe ca. 0,6 m.                                               | 28926095 | BW   |
| 52° 50′ 44″ N, 8° 11′ 1″ O  | Emstek 97   | Durchmesser ca. 10 m und Höhe ca. 0,5 m. Annähernd rund mit einer kleinen Kuppenmulde. | 28926096 | BW   |

### Emstek 166
- ID:28944053
- Gruppe von 12 Grabhügeln.

| Lage                        | Bezeichnung | Beschreibung | ID       | Bild |
| --------------------------- | ----------- | --- | -------- | ---- |
| 52° 51′ 38″ N, 8° 14′ 20″ O | Emstek 166  | Durchmesser ca. 18 m und Höhe ca. 1 m. Einkuhlungen, im Südosten Rodungswall angrenzend.                                | 28944054 | BW   |
| 52° 51′ 37″ N, 8° 14′ 21″ O | Emstek 167  | Durchmesser ca. 16 m und Höhe ca. 1,4 m, ebenmäßig gewölbt.                                                             | 28944055 | BW   |
| 52° 51′ 38″ N, 8° 14′ 16″ O | Emstek 168  | Durchmesser ca. 11 m und Höhe ca. 1 m. Nur noch im südwestlichen Drittel erhalten, im Wegbereich obertägig abgetragen.  | 28944056 | BW   |
| 52° 51′ 37″ N, 8° 14′ 15″ O | Emstek 169  | Durchmesser ca. 10 m und Höhe ca. 0,8 m.                                                                                | 28944057 | BW   |
| 52° 51′ 37″ N, 8° 14′ 14″ O | Emstek 170  | Durchmesser ca. 12 m und Höhe ca. 0,9 m.                                                                                | 28944058 | BW   |
| 52° 51′ 37″ N, 8° 14′ 15″ O | Emstek 171  | Durchmesser ca. 12 m und Höhe ca. 1,2 m.                                                                                | 28944059 | BW   |
| 52° 51′ 35″ N, 8° 14′ 14″ O | Emstek 172  | Durchmesser ca. 9 m und Höhe ca. 0,9 m.                                                                                 | 28944060 | BW   |
| 52° 51′ 35″ N, 8° 14′ 15″ O | Emstek 173  | Durchmesser ca. 11 m und Höhe ca. 0,8 m.                                                                                | 28944061 | BW   |
| 52° 51′ 36″ N, 8° 14′ 15″ O | Emstek 174  | Durchmesser ca. 12 m und Höhe ca. 1,3 m, im nördl. Randbereich Rodungswall angrenzend.                                  | 28944062 | BW   |
| 52° 51′ 35″ N, 8° 14′ 16″ O | Emstek 175  | Durchmesser ca. 11 m und Höhe ca. 0,8 m, im Nordosten angeschnitten.                                                    | 28944063 | BW   |
| 52° 51′ 36″ N, 8° 14′ 17″ O | Emstek 176  | Durchmesser ca. 10 m und Höhe ca. 0,7 m.                                                                                | 28944064 | BW   |
| 52° 51′ 36″ N, 8° 14′ 18″ O | Emstek 177  | Durchmesser ca. 12 m und Höhe ca. 1,2 m, in der nördlichen Hälfte von Rodungswall bedeckt, möglicherweise auch gestört. | 28944065 | BW   |

### Emstek 201
- ID:28925968
- Von den ehemals 45 Grabhügeln des Grabhügelfeldes sind 28 zerstört, größtenteils ausgegraben. Erhalten sind 17 Grabhügel mit 8–14 m Dm. und 0,5–1,2 m H. Der Großteil der ausgegrabenen Grabhügel konnte über die Beigaben in die vorrömische Eisenzeit datiert werden.

| Lage                        | Bezeichnung | Beschreibung | ID       | Bild |
| --------------------------- | ----------- | --- | -------- | ---- |
| 52° 51′ 32″ N, 8° 13′ 32″ O | Emstek 211  | Durchmesser ca. 16 m und Höhe ca. 0,6 m. Durch Rodungsmaßnahmen stark gestört, besonders im nördl. Teil auch abgetragen. Jetzt unförmig, Dm. ca. 8 m.             | 28927441 | BW   |
| 52° 51′ 32″ N, 8° 13′ 33″ O | Emstek 212  | Durchmesser ca. 9 m und Höhe ca. 0,5 m. | 28927540 | BW   |
| 52° 51′ 33″ N, 8° 13′ 34″ O | Emstek 214  | Durchmesser ca. 10 m und Höhe ca. 0,7 m. | 28927544 | BW   |
| 52° 51′ 38″ N, 8° 13′ 33″ O | Emstek 218  | Durchmesser ca. 11 m und Höhe ca. 0,7 m. | 28927561 | BW   |
| 52° 51′ 37″ N, 8° 13′ 33″ O | Emstek 221  | Durchmesser ca. 11 m und Höhe ca. 1 m. | 28927564 | BW   |
| 52° 51′ 37″ N, 8° 13′ 33″ O | Emstek 223  | Durchmesser ca. 10 m und Höhe ca. 0,7 m. | 28927566 | BW   |
| 52° 51′ 36″ N, 8° 13′ 35″ O | Emstek 225  | Durchmesser ca. 10 m und Höhe ca. 0,7 m. | 28927568 | BW   |
| 52° 51′ 35″ N, 8° 13′ 40″ O | Emstek 229  | Durchmesser ca. 11 m und Höhe ca. 0,8 m. Im Westen ist durch angeschüttetes Erdreich die Höhe kaum erkennbar. Leicht nach Westen geneigte und abgeplattete Kuppe. | 28927668 | BW   |
| 52° 51′ 36″ N, 8° 13′ 41″ O | Emstek 230  | Durchmesser ca. 12 m und Höhe ca. 1,1 m. | 28927669 | BW   |
| 52° 51′ 35″ N, 8° 13′ 42″ O | Emstek 232  | Durchmesser ca. 12 m und Höhe ca. 1,1 m. | 28927671 | BW   |
| 52° 51′ 34″ N, 8° 13′ 41″ O | Emstek 233  | Durchmesser ca. 13 m und Höhe ca. 1,2 m. | 28927673 | BW   |
| 52° 51′ 34″ N, 8° 13′ 42″ O | Emstek 235  | Durchmesser ca. 14 m und Höhe ca. 1,2 m. | 28927674 | BW   |
| 52° 51′ 32″ N, 8° 13′ 38″ O | Emstek 241  | Durchmesser ca. 13 m und Höhe ca. 0,6 m. | 28927683 | BW   |
| 52° 51′ 32″ N, 8° 13′ 36″ O | Emstek 242  | Durchmesser ca. 12 m und Höhe ca. 0,7 m. | 28927684 | BW   |
| 52° 51′ 32″ N, 8° 13′ 38″ O | Emstek 243  | Durchmesser ca. 10 m und Höhe ca. 0,5 m. | 28927685 | BW   |
| 52° 51′ 31″ N, 8° 13′ 37″ O | Emstek 245  | Durchmesser ca. 10 m und Höhe ca. 0,3 m. Westl. Hügeldrittel von Forstspur eingetieft.                                                                            | 28927687 | BW   |

### Emstek 259
- ID:28926218
- Gruppe von ehemals 20 Grabhügeln.

| Lage                       | Bezeichnung | Beschreibung | ID       | Bild |
| -------------------------- | ----------- | --- | -------- | ---- |
| 52° 49′ 23″ N, 8° 8′ 14″ O | Emstek 262  | Durchmesser ca. 10 m und Höhe ca. 1 m, in der Nordwest-Hälfte abgetragen.                                       | 28926105 | BW   |
| 52° 49′ 22″ N, 8° 8′ 13″ O | Emstek 263  | Durchmesser ca. 10 m und Höhe ca. 0,5 m, annähernd rund.                                                        | 28926106 | BW   |
| 52° 49′ 22″ N, 8° 8′ 11″ O | Emstek 264  | Durchmesser ca. 10 m, ehemals annähernd rund, jetzt an der westlichen Hälfte abgetragen, Rand flach auslaufend. | 28926107 | BW   |
| 52° 49′ 20″ N, 8° 8′ 11″ O | Emstek 265  | Durchmesser ca. 12 m und Höhe ca. 0,5 m, im nördlichen und zentralen Bereich abgetragen.                        | 28926201 | BW   |
| 52° 49′ 20″ N, 8° 8′ 10″ O | Emstek 266  | Durchmesser ca. 8 m und Höhe ca. 0,6 m. Annähernd rund, im Westen von Weg angeschnitten.                        | 28926202 | BW   |
| 52° 49′ 20″ N, 8° 8′ 11″ O | Emstek 267  | Durchmesser ca. 4 m und Höhe ca. 0,2 m. Annähernd rund. Tierbaue.                                               | 28926204 | BW   |
| 52° 49′ 20″ N, 8° 8′ 12″ O | Emstek 269  | Durchmesser ca. 12 m und Höhe ca. 0,5 m.                                                                        | 28926207 | BW   |
| 52° 49′ 19″ N, 8° 8′ 11″ O | Emstek 270  | Durchmesser ca. 10 m und Höhe ca. 0,6 m. Rund.                                                                  | 28926208 | BW   |
| 52° 49′ 19″ N, 8° 8′ 12″ O | Emstek 271  | Durchmesser ca. 10 m und Höhe ca. 0,5 m. Rund, vom Nordwesten zum Zentrum teilweise abgetragen.                 | 28926209 | BW   |
| 52° 49′ 18″ N, 8° 8′ 11″ O | Emstek 272  | Durchmesser ca. 10 m, größtenteils abgegraben, nur noch Randreste erhalten.                                     | 28926210 | BW   |
| 52° 49′ 18″ N, 8° 8′ 11″ O | Emstek 273  | Größe ca. 28 × 5 m und Höhe ca. 0,5 m, ca. Westnordwest-Ostsüdost-orientiert.                                   | 28926212 | BW   |
| 52° 49′ 18″ N, 8° 8′ 12″ O | Emstek 274  | Durchmesser ca. 15 m und Höhe ca. 1 m, im östlichen Drittel abgetragen.                                         | 28926213 | BW   |
| 52° 49′ 17″ N, 8° 8′ 11″ O | Emstek 275  | Durchmesser ca. 9 m und Höhe ca. 0,5 m, annähernd rund. Am Süd-Rand von Acker angeschnitten.                    | 28926214 | BW   |
| 52° 49′ 21″ N, 8° 8′ 10″ O | Emstek 276  | Durchmesser ca. 8 m und Höhe ca. 0,6 m, annähernd rund.                                                         | 28926215 | BW   |
| 52° 49′ 18″ N, 8° 8′ 10″ O | Emstek 298  | Durchmesser ca. 6 m und Höhe ca. 0,4 m, annähernd rund.                                                         | 28926217 | BW   |

### Emstek 301
- ID:28926812
- Gruppe von ehemals 46 Grabhügeln, 36 sind zerstört, 7 erhalten.

| Lage                      | Bezeichnung | Beschreibung | ID       | Bild |
| ------------------------- | ----------- | --- | -------- | ---- |
| 52° 52′ 25″ N, 8° 7′ 6″ O | Emstek 314  | Durchmesser ca. 13 m und Höhe ca. 0,5 m. Rund. | 28926348 | BW   |
| 52° 52′ 23″ N, 8° 7′ 7″ O | Emstek 323  | Durchmesser ca. 12 m und Höhe ca. 0,5 m. Rund, ebenmäßig gewölbt. | 28926563 | BW   |
| 52° 52′ 23″ N, 8° 7′ 8″ O | Emstek 324  | Durchmesser ca. 15 m und Höhe ca. 1,5 m. Annähernd rund. Vom Zentrum zum westlichen Rand etwas abgetragen und auf nördlicher Seite vom Zentrum nach Osten abgegraben. | 28926564 | BW   |
| 52° 52′ 23″ N, 8° 7′ 8″ O | Emstek 326  | Durchmesser ca. 16 m und Höhe ca. 1,8 m. Rund, ebenmäßig gewölbt. | 28926566 | BW   |
| 52° 52′ 22″ N, 8° 7′ 8″ O | Emstek 327  | Durchmesser ca. 10 m und Höhe ca. 1 m. Annähernd rund. | 28926567 | BW   |
| 52° 52′ 21″ N, 8° 7′ 8″ O | Emstek 330  | Durchmesser ca. 12 m und Höhe ca. 0,7 m. Annähernd rund. | 28926570 | BW   |
| 52° 52′ 20″ N, 8° 7′ 9″ O | Emstek 332  | Durchmesser ca. 12 m und Höhe ca. 1,2 m. Annähernd rund, vom Zentrum nach Südosten etwas abgetragen.                                                                  | 28926572 | BW   |

### Emstek 376
- ID:28927473
- Ehemals 62 Grabhügel, größtenteils zerstört. Erhalten sind nur 7.

| Lage                       | Bezeichnung | Beschreibung                                                                                          | ID       | Bild |
| -------------------------- | ----------- | --- | -------- | ---- |
| 52° 50′ 44″ N, 8° 7′ 48″ O | Emstek 407  | Durchmesser ca. 12 m und Höhe ca. 0,7 m, rund.                                                        | 28927320 | BW   |
| 52° 50′ 43″ N, 8° 7′ 49″ O | Emstek 408  | Durchmesser ca. 12 m und Höhe ca. 0,9 m, ebenmäßig gewölbt. Tierbaue und kleinere Eingrabungen.       | 28927323 | BW   |
| 52° 50′ 42″ N, 8° 7′ 49″ O | Emstek 409  | Durchmesser ca. 19 m und Höhe ca. 1,3 m. Eingrabungen, besonders im nördlichen und zentralen Bereich. | 28927326 | BW   |
| 52° 50′ 43″ N, 8° 7′ 50″ O | Emstek 410  | Durchmesser ca. 15 m, im westlichen Randbereich mit 0,5 m Höhe erhalten.                              | 28927335 | BW   |
| 52° 50′ 44″ N, 8° 7′ 50″ O | Emstek 411  | Durchmesser ca. 14 m und Höhe ca. 0,8 m, im östlichen Drittel von Acker abgetragen.                   | 28927340 | BW   |
| 52° 50′ 44″ N, 8° 7′ 50″ O | Emstek 412  | Durchmesser ca. 14 m und Höhe ca. 0,5 m. Am nördlichen Rand vom Acker angeschnitten.                  | 28927346 | BW   |
| 52° 50′ 44″ N, 8° 7′ 50″ O | Emstek 413  | Durchmesser ca. 10 m und Höhe ca. 0,3 m, Ränder flach auslaufend.                                     | 28927347 | BW   |

### Emstek 438
- ID:28927307
- Gruppe von 30 Grabhügeln.

| Lage                        | Bezeichnung | Beschreibung | ID       | Bild |
| --------------------------- | ----------- | --- | -------- | ---- |
| 52° 51′ 43″ N, 8° 13′ 53″ O | Emstek 438  | Durchmesser ca. 16 m und Höhe ca. 1,2 m. Rund.                                                                                             | 28927186 | BW   |
| 52° 51′ 42″ N, 8° 13′ 55″ O | Emstek 439  | Durchmesser ca. 16 m und Höhe ca. 1 m. Rund, ebenmäßig gewölbt.                                                                            | 28927187 | BW   |
| 52° 51′ 43″ N, 8° 13′ 55″ O | Emstek 440  | Durchmesser ca. 10 m und Höhe ca. 0,6 m. Annähernd rund.                                                                                   | 28927188 | BW   |
| 52° 51′ 42″ N, 8° 13′ 56″ O | Emstek 441  | Durchmesser ca. 12 m und Höhe ca. 1 m. Rund, ebenmäßig gewölbt.                                                                            | 28927285 | BW   |
| 52° 51′ 42″ N, 8° 13′ 57″ O | Emstek 442  | Durchmesser ca. 11 m und Höhe ca. 0,7 m. Rund.                                                                                             | 28927286 | BW   |
| 52° 51′ 42″ N, 8° 13′ 59″ O | Emstek 443  | Durchmesser ca. 14 m und Höhe ca. 0,9 m. Rund.                                                                                             | 28927287 | BW   |
| 52° 51′ 41″ N, 8° 13′ 59″ O | Emstek 444  | Durchmesser ca. 13 m und Höhe ca. 0,8 m. Rund.                                                                                             | 28927288 | BW   |
| 52° 51′ 42″ N, 8° 14′ 0″ O  | Emstek 445  | Durchmesser ca. 7 m und Höhe ca. 0,6 m. Südlicher Rand durch Weg angeschnitten.                                                            | 28927289 | BW   |
| 52° 51′ 41″ N, 8° 14′ 0″ O  | Emstek 446  | Durchmesser ca. 10 m und Höhe ca. 0,5 m. Ehemals rund. Jetzt oval, nördlicher Bereich durch Forstfahrspuren eingetieft.                    | 28927290 | BW   |
| 52° 51′ 41″ N, 8° 13′ 56″ O | Emstek 447  | Durchmesser ca. 12 m und Höhe ca. 1 m. Annähernd rund.                                                                                     | 28927291 | BW   |
| 52° 51′ 43″ N, 8° 13′ 57″ O | Emstek 448  | Durchmesser ca. 16 m und Höhe ca. 1 m. Annähernd rund.                                                                                     | 28927292 | BW   |
| 52° 51′ 43″ N, 8° 13′ 57″ O | Emstek 449  | Durchmesser ca. 10 m und Höhe ca. 0,8 m. Annähernd rund.                                                                                   | 28927302 | BW   |
| 52° 51′ 44″ N, 8° 13′ 56″ O | Emstek 450  | Durchmesser ca. 12 m und Höhe ca. 1 m. Rund.                                                                                               | 28927293 | BW   |
| 52° 51′ 45″ N, 8° 13′ 55″ O | Emstek 451  | Durchmesser ca. 11 m und Höhe ca. 0,4 m. Westliches Drittel eingesunken bzw. abgetragen.                                                   | 28927294 | BW   |
| 52° 51′ 44″ N, 8° 13′ 51″ O | Emstek 452  | Durchmesser ca. 10 m und Höhe ca. 0,6 m. Annähernd rund.                                                                                   | 28927296 | BW   |
| 52° 51′ 43″ N, 8° 13′ 51″ O | Emstek 453  | Durchmesser ca. 12 m und Höhe ca. 1 m. Rund.                                                                                               | 28927295 | BW   |
| 52° 51′ 43″ N, 8° 13′ 50″ O | Emstek 454  | Durchmesser ca. 11 m und Höhe ca. 0,7 m. Rund.                                                                                             | 28927297 | BW   |
| 52° 51′ 43″ N, 8° 13′ 48″ O | Emstek 455  | Durchmesser ca. 9 m und Höhe ca. 0,5 m. Annähernd rund. Am westlichen Rand durch Forstweg angeschnitten.                                   | 28927298 | BW   |
| 52° 51′ 43″ N, 8° 13′ 47″ O | Emstek 456  | Durchmesser ca. 10 m und Höhe ca. 0,5 m. Annähernd rund. Südliche Hälfte von Forstweg überzogen und eingesunken.                           | 28927299 | BW   |
| 52° 51′ 44″ N, 8° 13′ 48″ O | Emstek 457  | Durchmesser ca. 9 m und Höhe ca. 0,4 m. Annähernd rund.                                                                                    | 28927300 | BW   |
| 52° 51′ 41″ N, 8° 13′ 55″ O | Emstek 458  | Rest von ehemals ca. 10 m Durchmesser. Im nördlichen Bereich zu ca. 3/4 durch Forstschneise abgetragen, Höhe ca. 0,6 Meter.                | 28927301 | BW   |
| 52° 51′ 41″ N, 8° 13′ 53″ O | Emstek 463  | Nur noch kleiner Randbereich im SW mit 0,3 m H. erhalten.                                                                                  | 28927260 | BW   |
| 52° 51′ 42″ N, 8° 13′ 54″ O | Emstek 464  | Durchmesser ca. 12 m und Höhe ca. 0,5 m. Von Rodungswall überzogen, im südlichen Bereich abgetragen.                                       | 28927262 | BW   |
| 52° 51′ 42″ N, 8° 13′ 55″ O | Emstek 465  | Durchmesser ca. 10 m und Höhe ca. 0,4 m. Von Rodungswall überzogen, im südlichen Bereich abgetragen.                                       | 28927264 | BW   |
| 52° 51′ 44″ N, 8° 13′ 55″ O | Emstek 467  | Durchmesser ca. 6 m und Höhe ca. 0,2 m. Zerfurcht, kaum noch erkennbar.                                                                    | 28927267 | BW   |
| 52° 51′ 44″ N, 8° 13′ 49″ O | Emstek 468  | Durchmesser ca. 12 m und Höhe ca. 0,4 m. Annähernd rund.                                                                                   | 28927270 | BW   |
| 52° 51′ 41″ N, 8° 13′ 51″ O | Emstek 469  | Durchmesser ca. 8 m und Höhe ca. 0,4 m. Von Rodungswall überlagert, im nördlichen Bereich von Forstweg eingetieft, im Süden angeschnitten. | 28927272 | BW   |
| 52° 51′ 42″ N, 8° 13′ 51″ O | Emstek 470  | Durchmesser ca. 9 m und Höhe ca. 0,5 m. Von Rodungswall überzogen.                                                                         | 28927275 | BW   |
| 52° 51′ 42″ N, 8° 13′ 53″ O | Emstek 471  | Durchmesser ca. 10 m. Nur noch als schwache Erhöhung erkennbar, von Rodungswall überzogen, im Süden angeschnitten.                         | 28927274 | BW   |